# Arthur Letondal
Arthur Letondal, né à Montréal le 30 avril 1869, et mort dans la même ville le 12 mai 1956, est un pianiste, organiste, professeur et musicographe québécois.

## Biographie
Il est le fils de Paul Letondal (1831-1894), musicien français aveugle, émigré au Québec en 1852. Il débute l’étude de la musique avec son père et obtient son diplôme de l’Académie de musique du Québec en 1886. Il enseigne quelque temps au collège Sainte-Marie puis séjourne en Europe de 1890 à 1894 pour se perfectionner.
Il étudie le piano avec Antoine-François Marmontel et l’harmonie avec Antoine Taudou au Conservatoire de Paris. Puis, il se rend à Bruxelles pour étudier avec l’organiste Alphonse Mailly au Conservatoire, où il obtient un lauréat en 1893, tout en travaillant l’harmonie avec Édouard Samuel et Arthur De Greef, puis le contrepoint et la fugue avec Ferdinand-Hubert Kufferath. 
De retour à Montréal, il est organiste à l’église des Pères du Saint-Sacrement de 1894 à 1900, à l’église du Gesù de 1900 à 1923, puis il succède à Romain-Octave Pelletier comme titulaire de la cathédrale Saint-Jacques-le-Majeur de 1923 à 1949.
Parallèlement à ses devoirs d’organiste, Arthur Letondal mène une carrière de pédagogue : 
- 1895-1900 : au conservatoire de la Société artistique canadienne;
- 1901 : à l’Institut Nazareth (à partir de 1901);
- 1904-1910 : au Conservatoire de McGill;
- 1943 : au Conservatoire de musique de Montréal, nouvellement fondé.

Il a formé une quantité impressionnante de musiciens québécois, dont plusieurs lauréats du Prix d’Europe comme Léo-Pol Morin, Germaine Malépart, Paul Doyon, Clermont Pépin ou François Morel. Il a aussi été le maître d'Auguste Descarries, Gabriel Cusson, Isabelle Delorme, Henri Gagnon, Jules Lamontagne, Conrad Letendre, Paul Pratt, Georges-Émile Tanguay, entre autres.
Membre de la Société des auteurs, compositeurs et éditeurs de musique, il fut aussi président à 4 reprises de l’Académie de Musique du Québec, de 1898 à 1899, de 1905 à 1906, de 1913 à 1914 et de 1920 à 1923. Il fut également président d’honneur de la Schola Cantorum de Montréal, fondée en 1915 et intégrée à l’Institut musical du Canada en 1938.
Tout au long de sa carrière, Arthur Letondal a donné de nombreuses conférences sur la musique et signé des articles dans plusieurs publications.
L’Université de Montréal lui a décerné un doctorat en musique en 1925.
Arthur Letondal est le père d'Henri Letondal comédien, animateur de radio, critique, musicien et homme de théâtre québécois.

## Compositions

### Piano
- Gavotte (Le Piano-Canada 1895);
- Trois pièces de genre (Hardy 1897) ;
- Mazurka sentimentale (L’Art musical 1899);
- Berceuse (Musica);
- Sarabande (Ditson);
- Danse du Moyen Âge (Lavigueur et Hutchison).

### Orgue
- Toccata en do majeur, à Alphonse Mailly (J. Fischer 1902) ;
- Prélude grave (Édition belgo-canadienne 1924) ;
- Offertoire (Édition belgo-canadienne 1925).

## Partitions
- IMSLP La Toccata pour orgue.